# Phnom Aural
Il Phnom Aural è la montagna più elevata della Cambogia, con i suoi 1.813 metri sul livello del mare. Si trova nella parte orientale dei Monti dei Cardamomi, situati nella Provincia di Kampong Speu, nella parte centro-occidentale del Paese.